# سییرا (بازیکن فوتبال)
مارکوس وناسیو د آلبوکرک (پرتغالی: Marcos Venâncio de Albuquerque؛ زادهٔ ۱۶ ژوئن ۱۹۸۰) که عموماً با نام سییرا شناخته می‌شود، بازیکن فوتبال پیشین اهل برزیل است.
از باشگاه‌هایی که در آن بازی کرده‌است می‌توان به سانتوس، سان خوزه، سانتاکروز، کوریتیبا، اینترناسیونال، پاری سن ژرمن و کروزیرو اشاره کرد.